# Вологі ліси Навітряних островів
Вологі ліси Навітряних островів (ідентифікатор WWF: NT0179) — неотропічний екорегіон тропічних та субтропічних вологих широколистяних лісів, розташований на Карибах.

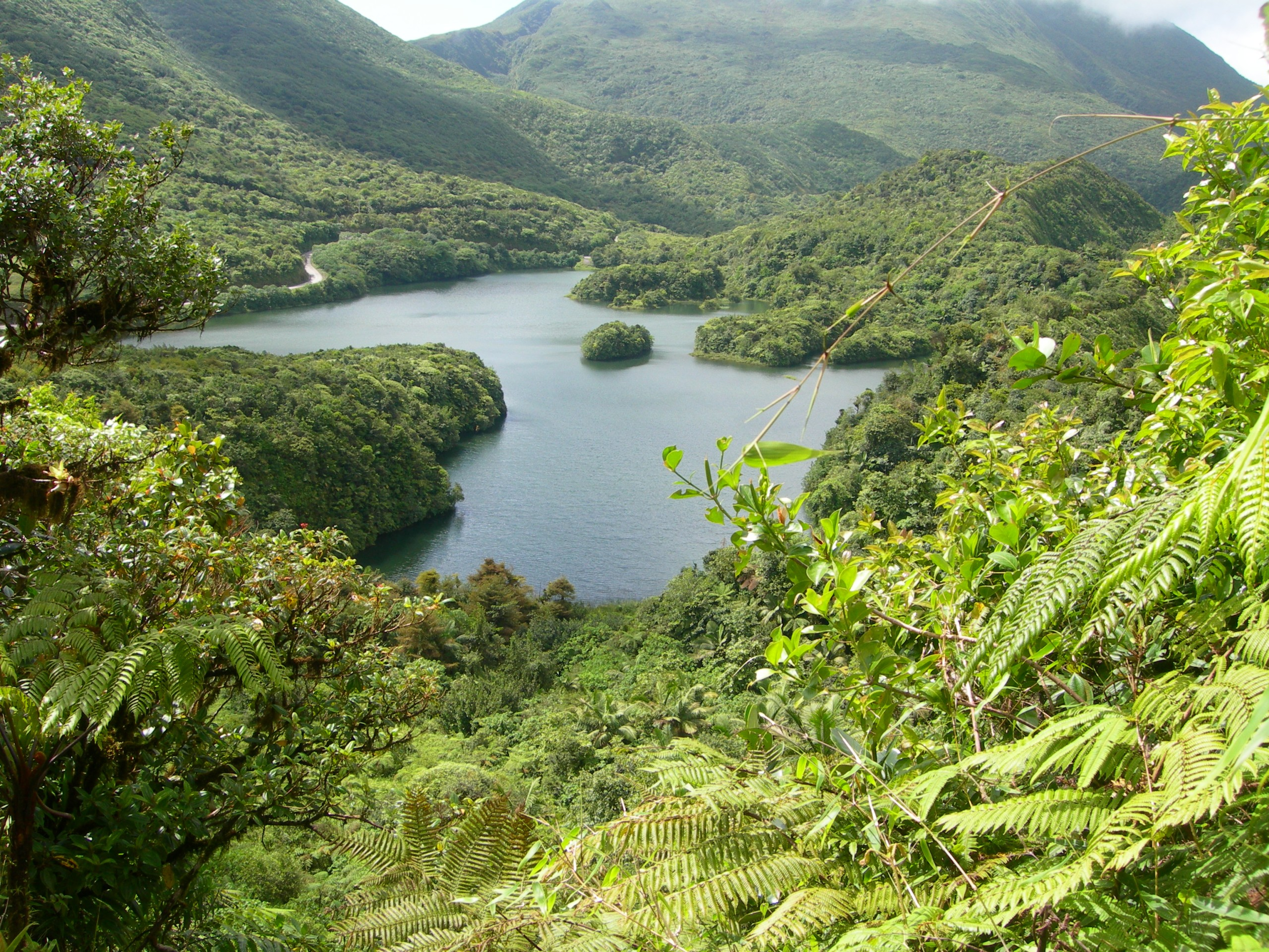
Озеро Боері у Національному парку Морн-Труа-Пітон (Домініка)

## Географія
Екорегіон вологих лісів Навітряних островів розташований на Навітряних островах, які складають південну частину Малих Антильських островів. Ці вулканічні острови простягаються на 450 км з півночі на південь, між 16° і 12° північної широти та між 60° і 62° західної довготи. До складу архіпелагу входять острови Домініка, Мартиніка, Сент-Люсія, Сент-Вінсент, Гренадини та Гренада (з півночі на південь). Гренада, Домініка, Сент-Люсія та Сент-Вінсент і Гренадини є незалежними державами, а Мартиніка — заморським департаментом Франції. 
Вулканічна дуга Малих Антильських островів утворилася внаслідок субдукції Карибської плити під Південноамериканську плиту. Вулканічна активність на островах регіону триває. Найвищою вершиною Мартиніки, найбільш гористого острова серед усіх Малих Антильських островів, є сплячий вулкан Морн-Дьяблотен заввишки 1447 м — друга за висотою гора архіпелагу. Також на цьому острові розташоване Кипляче озеро друге за величиною термальне озеро у світі, та діючий вулкан Монтань-Пеле заввишки 1397 м. Найвищою вершиною Сент-Вінсента є діючий вулкан Ла-Суфрієр заввишки 1235 м, який востаннє вивергався у 2021 році.
З геологічної точки зору основу Навітряних островів складають неогенові та четвертинні потоки лави, шари попелу та пірокластичні відклади. Серед шарів вулканічних порід подекуди зустрічаються вапняки. На Гренаді, Гренадинах і Сент-Вінсенті поширені базальти та базальтові андезити. Як правило, на стрімких схилах цих островів на поверхню виходять застиглі потоки лави, а пологі схили вкриті шарами попелу. Сент-Люсія, Мартиніка та Домініка переважно складаються з кислих андезитів і дацитів. Для цих островів є типовими пірокластичні потоки, вулканокласти та лавові куполи. Ґрунти екорегіону переважно мають глинисту основу.
На відміну від Підвітряних островів, які складають північну частину Малих Антильських островів, Навітряні острови характеризуються різким рельєфом, пишною тропічною рослинністю та високою кількістю опадів. Високогірні центральні райони цих островів є частиною екорегіону вологих лісів Навітряних островів, а більш посушливі передгір'я та пласкі прибережні низовини — екорегіонів сухих лісів Малих Антильських островів, склерофітних чагарників Навітряних островів та мангрів Малих Антильських островів.

## Клімат
На більшій частині Навітряних островів переважає екваторіальний клімат (Af за класифікацією кліматів Кеппена). Панівними вітрами в регіоні є північно-східні пасати, по відношенню до яких архіпелаг знаходиться з навітряної сторони. Влітку та восени в регіоні триває сезон дощів, під час якого часто трапляються урагани та тропічні шторми. Коли насичені вологою повітряні маси, що надходять з Атлантичного океану, досягають високогір'їв Навітряних островів, вони охолоджуються і формують орографічні опади. Стрімкий рельєф екорегіону також сприяє мікрокліматичній мінливості на коротких відстанях. Загалом середньорічна кількість опадів в екорегіоні коливається від 3750 мм у невисоких горах Гренади до 10 000 мм у високогір'ях Домініки.

## Флора
Рослинний покрив екорегіону представлений вологими тропічними дощовими лісами, у яких домінують табонукові дерева (Dacryodes excelsa), карибські аманоа (Amanoa caribaea) та різні види слоаней (Sloanea spp.). У нижньому ярусі цих лісів поширені тернатейські ліканії (Licania ternatensis) та широколисті тапури (Tapura latifolia), а також численні ліани та епіфіти. У вторинних лісах, тобто у лісах, які зазнали деградації внаслідок втручання людей, головним чином у формі вирубки та підсічно-вогневого землеробства, зустрічаються дивовижні міконії (Miconia mirabilis), чорні трубні дерева (Cecropia schreberiana) та гіркі сімаруби (Simarouba amara)
Структура лісів екорегіону типова для тропічних дощових лісів. Як правило, вона включає три яруси лісу. Найвищий ярус, який переважно складається з табонукових дерев (Dacryodes excelsa), формує лісовий намет на висоті 30 м над землею. Дерева у лісах регіону вкриті епіфітними папоротями та представниками родин Кліщинцеві (Araceae) і Бромелієві (Bromeliaceae). Два нижні яруси мають власний характерний видовий склад. У деградованих лісах часто зустрічаються гаї пальм та деревоподібних папоротей.
Вологі ліси Навітряних островів є одними з найбільш біорізноманітних та багатих лісів на Малих Антильських островах, якщо не на всіх Карибах. На п'яти головних островах регіону зростає майже 160 регіонально ендемічних видів дерев, а на 1 га лісу припадає приблизно 60 видів дерев та чагарників. Загалом в екорегіоні зустрічається понад 1000 видів квіткових рослин.

## Фауна
Екорегіон також характеризується багатою та різноманітною фауною. Серед птахів, поширених у вологих лісах Навітряних островів, слід відзначити пурпуровошийого голуба (Patagioenas squamosa), білощокого голубка (Geotrygon mystacea), товстодзьобого ані (Crotophaga ani), ширококрилого канюка (Buteo platypterus), карибську еленію (Elaenia martinica), антильського піві (Contopus latirostris), рудогорлого солітаріо (Myadestes genibarbis), голоокого дрозда (Turdus nudigenis), синьоголову гутураму (Chlorophonia musica) та церебу (Coereba flaveola).
У дощових лісах Мартиніки зустрічаються два види ендемічних папуг — червоноволі амазони (Amazona arausiaca), які живуть у низькогірських лісах на висоті до 800 м над рівнем моря, та імператорські амазони (Amazona imperialis), які живуть у вологих високогір'ях, на висоті понад 600 м над рівнем моря. Ці птахи є дуже рідкісними: популяція червоноволих амазонів нараховує близько 1500 особин, а популяція імператорських амазонів — лише 40-60 особин. На інших Навітряних островах також зустрічаються рідкісні ендемічні папуги: у високогір'ях Сент-Люсії живуть санта-лусійські амазони (Amazona versicolor), а у високогір'ях Сент-Вінсента — королівські амазони (Amazona guildingii). Раніше на Мартиніці зустрічалися ендемічні мартиніцькі амазони (Amazona martinicana), однак наразі вони вимерли.
Серед інших ендемічних птахів, які зустрічаються виключно у вологих тропічних лісах екорегіону, слід відзначити гіацинтових колібрі (Riccordia bicolor), санта-лусійських піснярів (Leucopeza semperi), лусійських піснярів-лісовиків (Setophaga delicata) та піснярів-свистунів (Catharopeza bishopi). Майже ендемічними представниками регіону, що також зустрічаються в сухих тропічних лісах, чагарниках і манграх в низинах Навітряних островів, або у вологих тропічних лісах на інших Малих Антильських островах, є антильські голкохвости (Chaetura martinica), карибські колібрі (Eulampis holosericeus), чубаті колібрі (Orthorhyncus cristatus), аметистовогорлі колібрі (Eulampis jugularis), гренадські копетони (Myiarchus nugator), рудокрилі копетони (Myiarchus oberi), руді дигачі (Cinclocerthia ruficauda), бурі дигачі (Cinclocerthia gutturalis), антильські дрозди (Turdus lherminieri), санта-лусійські трупіали (Icterus laudabilis), мартиніцькі трупіали (Icterus bonana), малоантильські танагри (Stilpnia cucullata), малі вівсянки-снігурці (Loxigilla noctis) та санта-лусійські вівсянки (Melanospiza richardsoni).
Герпетофауна екорегіону також включає низку ендемічних видів. Серед ендемічних плазунів, що зустрічаються у вологих лісах Навітряних островів, слід відзначити сент-вінсентського аноліса (Anolis griseus), малого гекона Вінсента (Sphaerodactylus vincenti), антильську бахію (Bachia alleni), сент-вінсентську чорну змію (Chironius vincenti), сент-люсійську ямкову гадюку (Bothrops caribbaeus), мартинікську ямкову гадюку (Bothrops lanceolatus), домінікського удава (Boa nebulosa) та сент-люсійського удава (Boa orophias). Серед поширених в регіоні амфібій слід відзначити ендемічних домінікських листкових жаб (Eleutherodactylus amplinympha), гренадських жаб (Pristimantis euphronides), сент-вінсентських жаб (Pristimantis shrevei) та мартинікських вулканових жаб (Allobates chalcopis), а також майже ендемічних антильських свистунів (Leptodactylus fallax) та мартинікських жаб (Eleutherodactylus martinicensis).
Єдиними місцевими ссавцями в екорегіоні є рукокрилі, серед яких слід відзначити звичайних молосів (Molossus molossus), антильських плодоїдів (Brachyphylla cavernarum) та ямайських плодоїдів (Artibeus jamaicensis), а також майже ендемічних деревних листоносів (Ardops nichollsi) і сент-вінсентських великовухів (Micronycteris buriri) та ендемічних листоносів Полсона (Sturnira paulsoni). Усі місцеві ендемічні гризуни, які раніше зустрічалися на Малих Антильських островах, зокрема велетенські сент-люсійські рисові хом'яки (Megalomys luciae), велентенські мартинікські рисові хом'яки (Megalomys desmarestii) та сент-вінсентські карликові рисові хом'яки (Oligoryzomys victus), вимерли незабаром після появи на островах численних інвазивних ссавців. На Малі Антильські острови були інтродуковані свійські кози і свині, свійські коти (Felis catus), хатні миші (Mus musculus), чорні пацюки (Rattus rattus), сірі пацюки (Rattus norvegicus) та південні опосуми (Didelphis marsupialis), які мали значний вплив на місцеву флору і фауну. На Гренаду були завезені мавпи Мона (Cercopithecus mona), а на Домініку та Сент-Люсію — бразильські агуті (Dasyprocta leporina). Особливо руйнівний вплив мала інтродукція хижих малих мангустів (Urva auropunctata). Ці тварини початково були завезені для боротьби з гризунами, однак їх поява в регіоні призвела до вимирання низки видів плазунів.

## Збереження
За винятком віддалених, важкодоступних гірських районів, що характеризуються високим рельєфом, значна частина вологих лісів екорегіону страждає від антропогенного тиску, пов'язаного з розширенням сільськогосподарських угідь. Розвиток інфраструктури на Навітряних островах дозволив отримати доступ до раніше непорушених лісів та прискорити перетворення первинних лісів на сільськогосподарські плантації. На островах регіону вирощують цукрову тростину (Saccharum officinarum), банани (Musa spp.), какао (Theobroma cacao), авокадо (Persea americana), хлібне дерево (Artocarpus altilis), таро (Colocasia esculenta), гуаяву (Psidium guajava), манго (Mangifera indica), папаю (Carica papaya), ананаси (Ananas comosus) та цитруси (Citrus spp.). Стрімкі гірські схили регіону, очищені від рослинного покриву, є особливо вразливими до ерозії та зсувів.
Оцінка 2017 року показала, що 780 км², або 39 % екорегіону, є заповідними територіями. Природоохоронні території включають: Національний парк Морн-Дьяблотен та Національний парк Морн-Труа-Пітон на Домініці, Мартинікський регіональний природний парк на Мартиніці, Національний парк Ла-Суфрієр на Сент-Вінсенті, а також Національний парк Гранд-Етанг на Гренаді. У 1997 році Національний парк Морн-Труа-Пітон був внесений до списку Світової спадщини ЮНЕСКО.